# 皮绳上的魂
《皮绳上的魂》（英語：Soul on a String），导演张杨，主演金巴、曲尼次仁、夏诺·扎西敦珠、索朗尼玛、益西旦增。它改编自藏族小说家扎西达娃的短篇小说《西藏，系在皮绳结上的魂》和《去拉萨的路上》。2016年6月15日，《皮绳上的魂》在第19届上海国际电影节首映，2017年8月18日在中国大陆上映。

## 剧情
《皮绳上的魂》讲述一位猎人“塔贝”由于杀生的罪业被闪电击死，活佛救活了他，让他护送圣物天珠去莲花生大师掌纹地的故事。

## 演出
- 金巴 饰 塔贝。一位猎人，在捕杀一头鹿时被一道闪电击中而死，一位活佛救活了他。
- 曲尼次仁 饰 琼。牧羊女，怀了塔贝的孩子。
- 益西旦增 饰 普。哑巴男孩。
- 索朗尼玛 饰 占堆。郭日的哥哥。
- 夏诺·扎西敦珠 饰 格丹。一位作家。
- 更登彭措 饰 郭日。

## 制作
《皮绳上的魂》在2014年杀青。

## 奖项
| 年     | 奖项                            | 类别           | 提名者         | 结果 | 备注  |
| ------ | ------------------------------- | -------------- | -------------- | ---- | ----- |
| 2015年 | 第53届金马奖                    | 最佳新演员     | 金巴           | 提名 |       |
| 2015年 | 第53届金马奖                    | 最佳改编剧本   | 扎西达娃       | 提名 |       |
| 2015年 | 第53届金马奖                    | 最佳摄影       | 郭大明         | 提名 |       |
| 2015年 | 第53届金马奖                    | 最佳造型设计   | 雷静           | 提名 |       |
| 2015年 | 第53届金马奖                    | 最佳原创音乐   | 张荐           | 提名 |       |
| 2015年 | 第53届金马奖                    | 最佳音效       | 杨江、赵楠     | 提名 |       |
| 2016年 | 第19届上海国际电影节            | 金爵奖最佳摄影 | 郭大明         | 獲獎 |       |
| 2016年 | 第19届上海国际电影节            | 金爵獎最佳影片 | 《皮绳上的魂》 | 提名 |       |
| 2018年 | 第9届中国电影导演协会2017年度奖 | 年度影片       | 《皮绳上的魂》 | 提名 | [ 6 ] |
| 2018年 | 第9届中国电影导演协会2017年度奖 | 年度导演       | 张杨           | 提名 | [ 6 ] |

## 外部连接
- 豆瓣电影上《皮绳上的魂》的資料 （简体中文）
- 时光网上《皮绳上的魂》的資料（简体中文）
- 互联网电影数据库（IMDb）上《皮绳上的魂》的资料（英文）